# La ley del hampa
La ley del hampa es una película muda estadounidense de 1927, dirigida por Josef von Sternberg y considerada la predecesora del género de gánsteres. La película lanzó la colaboración de ocho años de Sternberg con Paramount Pictures con quien producirá sus siete películas con la actriz Marlene Dietrich. El periodista y guionista Ben Hecht ganó un Premio de la Academia por Mejor Historia Original.

## Trama
El acaudalado gánster Bull Weed rehabilita a Rolls Royce Wensel, un exabogado que ha caído en el alcoholismo. Los dos se convierten en confidentes, con la inteligencia de Rolls Royce ayudando a las estrategias de Weed. Pero la historia se complica cuando Rolls Royce se enamora de Feathers, la novia de Weed. 
A los problemas de Weed se añaden los intentos de un gánster rival, Buck Mulligan, de adueñarse de su territorio. Este antagonismo termina con la muerte de Mulligan a manos de Weed y con este encarcelado, esperando su sentencia de muerte. Rolls Royce idea un plan de fuga, pero él y Feathers se enfrentan a un dilema, preguntándose si deberían fugarse juntos y dejar a Bull Weed a su suerte.

## Reparto
- George Bancroft como "Bull" Weed.
- Evelyn Brent como "Feathers" McCoy.
- Clive Riachuelo como "Rolls Royce" Wensel.
- Fred Kohler como "Buck" Mulligan.
- Helen Lynch como Meg, la chica de Mulligan.
- Larry Semon como "Slippy" Lewis.
- Jerry Mandy como Palóma.
- Alfred Allen como Juez.
- Shep Houghton como Niño de la Calle.
- Andy MacLennan como uno de los que se ríen en el local.
- Ida May como Mujer riendo en el local.
- Karl Morse como 'High Collar' Sam.
- Julian Rivero como de los secuaces de Buck.

## Contexto
La breve permanencia de Josef von Sternberg como director en M-G-M se terminó por consentimiento mutuo en 1925. La película fue completada por el director Christy Cabanne.
El siguiente proyecto de Stenberg fue una tarea de Charlie Chaplin (United Artists) para escribir y dirigir A Woman of the Sea, protagonizada por Edna Purviance. Este episodio también terminó mal: la película nunca fue estrenada y Chaplin se sintió obligado a destruir todos los negativos de película. Como Sternberg comentó sardónicamente en sus memorias de 1965 Fun in a Chinese Laundry, "Fue la última película de Edna Purviance y casi la mía".
Sternberg aceptó una oferta de contrato de Paramount Pictures en 1926, con la humilde condición de ser degradado al cargo de subdirector. Rápidamente se le asignó volver a filmar partes de Children of Divorce, del director Frank Lloyd. Su trabajo fue tan sobresaliente que el estudio le otorgó un proyecto propio. El resultado fue su película más famosa hasta la fecha de su carrera: Underworld. La película situaría a Sternberg en el sistema de Hollywood.

## Producción
Underworld se basa en una historia de Ben Hecht, un exreportero de crímenes de Chicago, y el guion fue adaptado por Robert N. Fue producida por B.P. Schulberg y Hector Turnbull con la cinematografía de Bert Glennon y editada por E. Lloyd Sheldon. Sternberg acabó La ley del hampa en un tiempo récord de cinco semanas.
El papel de gánster desempeñado por George Bancroft se inspiró en el "Terrible" Tommy O'Connor, un mafioso irlandés-estadounidense que disparó al Jefe de la Policía de Chicago, Padraig O'Neil, en 1923, pero escapó tres días antes de la ejecución y nunca fue detenido.
Paramount Pictures, inicialmente nuevo en el mundo de la producción, predijo que la película no tendría éxito. El lanzamiento inicial se limitó a un solo teatro, el Paramount de Nueva York. El estudio no proporcionó publicidad anticipada. El escritor Ben Hecht solicitó (sin éxito) que se quitara su nombre de los créditos, debido a las malas perspectivas de la película.

## Recepción
Contrariamente a las expectativas del estudio, la respuesta del público a la proyección de Nueva York fue tan positiva que Paramount organizó exhibiciones durante las 24 horas del día en el Teatro Paramount para "acomodar a las multitudes inesperadas que acudieron a la atracción".
Time sintió que la película era realista en algunas partes, pero no le gustaba el cliché de Hollywood de convertir el corazón de un malvado en oro al final. 
La ley del hampa fue bien recibida en el extranjero, especialmente en Francia, donde los directores Julien Duvivier y Marcel Carné quedaron profundamente impresionados con la técnica cinematográfica "clínica y espartana" de Sternberg. Cineasta y surrealista, Luis Buñuel nombró La ley del hampa como su película favorita de todos los tiempos.
Paramount, encantado con el "éxito crítico y comercial de la película", otorgó una medalla de oro y un bono de diez mil dólares a Sternberg. Ben Hecht ganó el Premio de la Academia por la Escritura en la primera ceremonia de los Premios de la Academia en 1929 por su trabajo en esta película.
En 2008, el American Film Institute nominó esta película para su lista de las diez mejores películas de gánsteres.

## Tema
A Sternberg se le atribuye el "lanzamiento del género de películas de gángsters". El crítico Andrew Sarris advierte que La ley del hampa es "más una película proto-gángster que una película pre-gángster" en la que el mundo criminal de la era de la prohibición ofrece un telón de fondo para el trágico relato de un "héroe byroniano" destruido, no por "la venganza" de las fuerzas de la ley y el orden "sino por las eternas vicisitudes del amor, la fe y la falsedad".
La influencia del periodista Ben Hecht aparece en la falsa operación de floristería y en el asesinato del archienemigo de "Bull" Weed, el "florista" Buck Mulligan, que evoca el asesinato en 1922 en la vida real del capo D''Bannon por parte de la mafia de Tony Torrios. En la película también abundan los rumores funerarios, los medios de transporte amplios que se utilizan para ocultar las actividades criminales y el personal en Chicago. A pesar de estas referencias contemporáneas, La ley del hampa no se califica como "la primera película de gángsters", ya que Sternberg "mostró poco interés en los aspectos puramente gangsterianos del género" ni en la "mecánica del poder de la mafia". En lugar de invocar las fuerzas y desigualdades sociales contemporáneas, el "Bull" Weed de Sternberg está sujeto al "Destino implacable", al igual que los héroes de la antigüedad clásica. Las compañeras de los forajidos son menos molls gángsters, adictas a los hombres violentos, pero protagonistas por derecho propio, que inducen "venganza y redención". El género solo se establecería correctamente en películas clásicas como Pequeño César / Hampa dorada (Little Caesar, 1930), El enemigo público (The Public Enemy, 1931), Caracortada /Scarface, terror del hampa (Scarface, 1932), El último refugio / Altas sierras (High Sierra, 1941), Al rojo vivo / Alma negra (White Heat, 1949), La jungla de asfalto / Mientras la ciudad duerme (The Asphalt Jungle, 1950) y Atraco perfecto / Casta de malditos (The Killing, 1956).
El crítico de cine Dave Kehr, que escribió para el Chicago Reader en 2014, califica a Underworld como una de las grandes películas de gánsteres de la era muda. "La película estableció los elementos fundamentales de la película de gánsteres: un gran héroe; calles siniestras envueltas en la noche; floozies; y un final deslumbrante en el que los policías atrapan al protagonista.